# Crazy Monkey Studios
Crazy Monkey Studios — незалежна студія розробки відеоігор . Заснований у 2010 році та перейменований у Rogueside у 2020 році. Crazy Monkey Studios спочатку мала свій офіс у Контічі, Бельгія  до 2018 року, після чого вона переїхала в Гел, Бельгія.

## Історія
Crazy Monkey Studios була заснована в 2010 році Стівеном Вербеком і Мартіном Холткампом після їхньої зустрічі на ігровій конференції. Вони об’єдналися, щоб розробити гру «Імперія: стратегія створення колоди». З обмеженими ресурсами вони створили Empire та запустили його на iOS та Android. У 2014 році команда почала працювати над Guns, Gore & Cannoli і запустила цю гру на Steam, Xbox One, PS4 і Nintendo Switch у 2015 році. Після успішного випуску вони продовжили роботу над продовженням гри та запустили Guns, Gore and Cannoli 2 у 2018 році на тих же платформах. Команда розпалася у 2018 році, і більшість переїхала в новий офіс у Гелі, Бельгія, щоб розпочати роботу заново.
Вони об’єдналися з Warcave у 2018 році, щоб розробити стратегію в реальному часі War Party, яка була випущена на Steam, Xbox One, PS4, Nintendo Switch у 2019 році 
У 2020 році компанія запустила гру про приховані предмети під назвою «Hidden Through Time». 

## Ігри
- Empire: The Deck Building Strategy Game (2013, iOS) [4]
- Guns, Gore & Cannoli: запуск: 30 квітня 2015 року в Steam [5]
- Guns, Gore and Cannoli 2
- War Party
- Hidden Through Time
- Warhammer 40,000: Shootas, Blood & Teef (2022)
- Hidden Through Time 2: Myths and Magic (Прихований крізь час 2: Міфи та магія) (буде визначено 2023)